# Senhorio de Quio

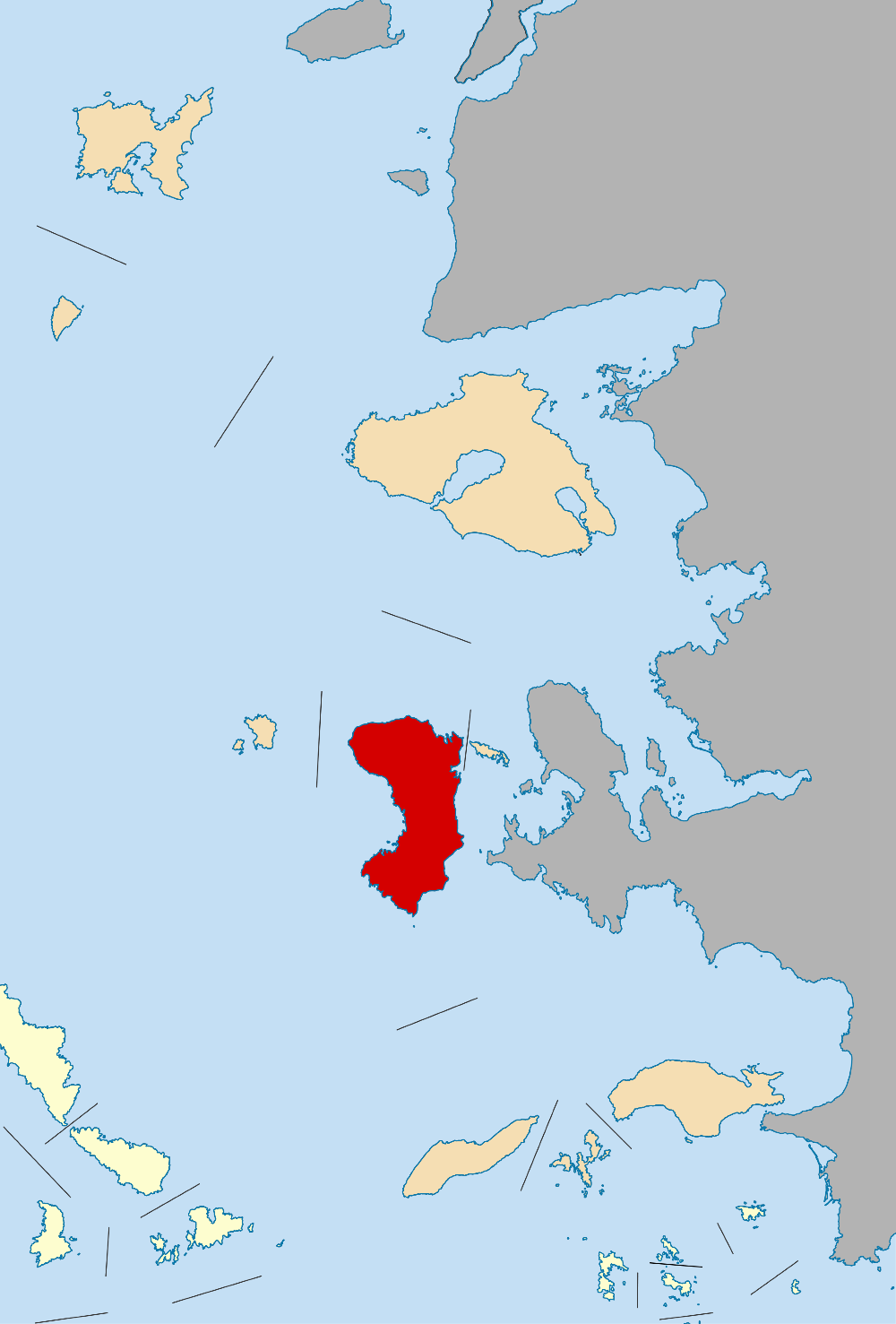
Mapa da Localização do Senhorio de Quito.

O Senhorio de Quio (em grego: Ηγεμονία της Χίου) foi um senhorio autônomo de curta duração governado pela família Zaccaria de origem genovesa. Seu centro era a ilha egeia oriental de Quio, e em seu ápice compreendeu algumas outras ilhas da costa da Ásia Menor. Embora teoricamente vassalo do Império Bizantino os Zaccaria governaram a ilha como um domínio praticamente autônomo desde sua captura em 1304 até a reconquista bizantina, com apoio da população grega local, em 1329.

## História
O senhorio de foi fundado em 1304, quando o nobre genovês Benedito I Zaccaria captura a ilha bizantina de Quio. Benedito, que já era senhor de Foceia na costa da Ásia Menor, justificou seu ato à corte bizantina como necessário para evitar a captura da ilha pelos piratas turcos. O imperador bizantino, Andrônico II Paleólogo, impotente para intervir militarmente, aceitou o fait accompli e concedeu-lhe a ilha como feudo, inicialmente por um período de 10 anos, mas que foi então renovado em intervalos de cinco. Benedito morreu em 1307 e foi sucedido por seu filho, Paleólogo. Quando ele morreu sem descendência em 1314, a ilha passou para Martinho e seu irmão, Benedito II.
Quio era um pequeno mas rico domínio, com uma receita anual de 120 000 hipérpiros de ouro. Pelos próximos anos, Martinho fez-a o cento dum pequeno reino compreendendo várias ilhas da costa da Ásia Menor, incluindo Samos e Cós. Martinho, com sua pequena frota e exército, alcançou consideráveis sucessos contra os piratas turcos, e foi louvado por seus contemporâneos latinos, o papa, e Filipe II, imperador latino titular de Constantinopla, que em 1325 nomeou-se "rei e déspota da Ásia Menor".
Apesar dos laços de Martinho com o imperador latino, enquanto Andrônico II governou suas relações com o Império Bizantino foram boas, e a concessão de Quio foi renovada em 1324. Ao mesmo tempo, contudo, o comportamento de Martinho tornou-se consideravelmente confiante, e em ca. 1325 ele depôs seu irmão como co-governante de Quio. Em 1328, o jovem e energético Andrônico III Paleólogo sucedeu seu avô no trono bizantino. Um dos nobres de Quio, Leão Calóteto, foi encontrar-se com o imperador e seu ministro chefe, João Cantacuzeno, em nome da população local para propor a reconquista da ilha. Martinho protegeu-se em seu castelo, mas após testemunhar a deserção da população grega nativa, e a rendição de seu irmão, ele também decidiu capitular. Inicialmente ofereceu-se para Benedito II o governo da ilha em nome do imperador, mas sua exigência para receber a mesma autonomia e direitos que seu irmão foram inaceitáveis para Andrônico III, e Calóteto foi nomeado.
Quio retornou para o controle bizantino, sob o qual permaneceu até 1346, quando o genovês Simão Vignose capturou-a aproveitando-se da guerra civil bizantina de 1341–1347. A ilha tornou-se sede da companhia Maona de Quio e Foceia e caiu nas mãos da família Giustiniani, que manteve-a até 1566, quando finalmente capitulou para o Império Otomano.

## Senhores de Quio
- Benedito I Zaccaria (1304–1307)
- Paleólogo Zaccaria (1307–1314)
- Benedito II Zaccaria (1314–1325)
- Martinho Zaccaria (1314–1329)